# Chilon
Pour le genre d'opilions, voir Chilon (genre).
Chilon de Sparte (prononcé [ki.lɔ̃]) ou Chilon le Lacédémonien (Χίλων ὁ Λακεδαιμόνιος, on trouve aussi la graphie Χείλων) est un philosophe considéré comme l'un des sept sages présocratiques. Il vivait vers l'an 600 avant J.-C., et fut éphore en 566. Il serait mort de joie en embrassant son fils vainqueur aux jeux olympiques.

## Citations

### Attribution du précepteGnothi se auton
Pline l'Ancien attribue à Chilon le fameux précepte « Connais-toi toi-même » gravé sur le fronton de l'oracle de Delphes. 
Diogène Laërce écrit : « Thalès est l’auteur du fameux « Connais-toi toi-même » qu’Antisthène dans son Livre des Filiations attribue à la poétesse Phémonoé, en déclarant que Chilon se l’appropria mensongèrement. »

### Autres citations attribuées
- « Connais-toi toi-même. »[4]
- « Ne désire rien de trop. »
- « La misère est la compagne des dettes et des procès. »
- « Mieux vaut une perte qu'un gain honteux ; dans le premier cas, tu n'auras à t'affliger qu'une fois, dans le second, toujours. »
- « Si tu es robuste, tiens-toi tranquille ; les autres te respecteront plus qu'ils ne te craindront.  »
- « Que ta langue ne devance pas ta raison. »
- « Des morts on ne dit que du bien ». En grec : « τὸν τεθνηκóτα μὴ κακολογεῖν ». En latin : « De mortuis nihil nisi bonum »
- « Taire ce qu’il ne faut pas dire, bien employer ses loisirs, et savoir supporter l’injustice, voilà des choses difficiles. »[5]
- « Si tu as subi une injustice, réconcilie-toi avec l’auteur ; si c’est un outrage, venge-toi. »[6]

## Bibliographie

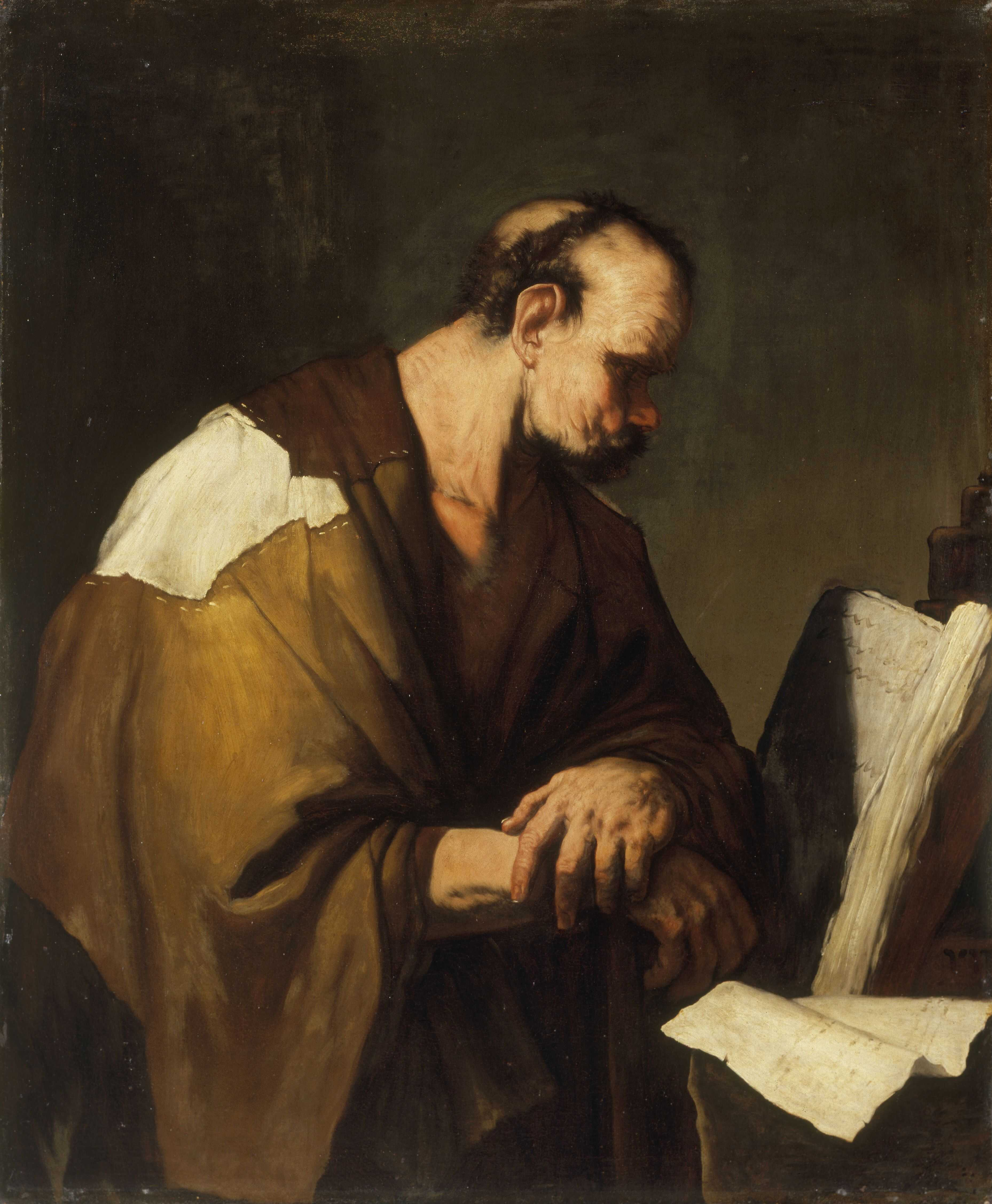
Le Philosophe Chilon par Luca Giordano, vers 1660.